# Terina doleris
Terina doleris är en fjärilsart som beskrevs av Carl Plötz 1880. Terina doleris ingår i släktet Terina och familjen mätare. Inga underarter finns listade i Catalogue of Life.